# Het Volk (journal néerlandais)
Pour les articles homonymes, voir Volk et Het Volk.
Ne doit pas être confondu avec Het Volk (journal belge).
Het Volk est un quotidien socialiste néerlandais, publié pour la première fois le 2 avril 1900. Quotidien généraliste créé sous l'impulsion du Parti social-démocrate des ouvriers, il disparaît dans sa forme originelle et indépendante le 19 juillet 1940 à la suite de l'occupation allemande des Pays-Bas dans le cadre de la Seconde Guerre mondiale.
Het Volk est le prédécesseur d’Het Vrije Volk, qui l'a remplacé à la Libération.

## Histoire

### Lancement
Le projet de fonder un journal au sein du Parti social-démocrate des ouvriers voit le jour en 1899, le parti recevant des fonds pour se faire de la part du « grand frère » allemand, le Parti social-démocrate d'Allemagne. Pour se faire, une imprimerie est créée à Amsterdam, la Electrische Drukkerij Vooruitgang, pour éditer le journal. Le premier rédacteur en chef est le leader du parti, Pieter Jelles Troelstra, qui est remplacé en 1903 par P.L. Tak à la suite d'un conflit.
En juillet 1902, le journal décide de lancer un supplément hebdomadaire illustré à paraître chaque samedi daté pour le dimanche. À cette occasion un concours est organisé, remporté par Albert Hahn qui devient alors un des collaborateurs régulier du journal. En janvier 1907, le supplément devient un  hebdomadaire publié séparément du journal sous le nom de De Notenkraker. À cette époque, le journal est tiré à 7 000 exemplaires.

### Ère Arbeiderspers
Le 21 mai 1929, l'imprimerie de Het Volk, mais aussi celle de Voorwaarts à Rotterdam, ou de Vooruit à La Haye, fusionnent dans une même NV : De Arbeiderspers. Ces trois journaux connaissent deux éditions quotidiennes.
En 1931, le journal déménage dans un immeuble à Hekelveld à Amsterdam, qui prend rapidement le surnom de De Rode Burcht (« La Citadelle rouge »), du fait de la cohabitation au sein du même immeuble aussi bien du Parti social-démocrate des ouvriers, du syndicat ouvrier NVV et de la VARA.
À la suite de la mutinerie du HNLMS De Zeven Provinciën le 5 février 1933, toutes les publications de De Arbeiderspers se voient être interdites à partir du 6 février 1933. Le 8 février 1933 un numéro spécial  est publié sous le nom de De Zeven Provinciën. L'interdiction dure jusqu'au 31 août 1938.
Une caricature au sujet de l'assassinat de Wilhelm Gustloff, où on voit Hitler dire « Nous, braves nazis, nous n'avons jamais assassinés un adversaire politique », dessinée par Van Reen et publiée le 15 février 1936, fait scandale. À la suite de l'indignation de journaux allemand, et notamment du Völkischer Beobachter, le rédacteur en chef, Johan Frederik Ankersmit, est convoqué au tribunal où il est poursuivi pour avoir « sciemment injurié le chef d'un état ami ». Il est acquitté le 4 février 1937.

### Seconde Guerre mondiale
Malgré l'invasion allemande des Pays-Bas en 1940, le journal tente de garder son indépendance. Cette indépendance s'arrête le 20 juillet 1940 lorsque Rost van Tonningen, un membre du Mouvement national-socialiste aux Pays-Bas, est nommé par l'occupant et les collaborateurs à la tête du journal. Le journal a alors un tirage de 19 053 exemplaires quotidiens.
En 1942, toutes les journaux liés à Het Volk, mais publiés en province jusqu'alors sous le nom de Volksblad, prennent le nom de Het Volk.

### Refondation
Avec la libération des Pays-Bas, le quotidien est créé à nouveau sous le nom de Het Vrije Volk.